# Coppa di Francia 2015-2016 (calcio femminile)
La Coupe de France féminin 2015-2016 è stata la 15ª edizione della Coppa di Francia riservata alle squadre femminili. La finale si è svolta allo Stade des Alpes di Grenoble ed è stata vinta dall'Olympique Lione per la sesta volta nella sua storia e quinta consecutiva contro il Montpellier con lo stesso riultato dell'edizione precedente, 2-1 in trasferta.

## Fase regionale
Le squadre appartenenti ai campionati regionali si sfidano per prime in gare ad eliminazione diretta a partire dal 22 novembre 2015. 

## Fase federale

### Primo turno
Si aggiungono alle squadre rimanenti dal turno precedente le 36 squadre appartenenti al campionato Division 2 e si sfidano in gare ad eliminazione diretta.
Le gare si svolgono a partire il 13 dicembre 2015.
| Squadra 1                        | Risultato       | Squadra 2                  |
| -------------------------------- | --------------- | -------------------------- |
| Bordeaux                         | 4 - 0           | FCE Arlac                  |
| Quimper Cornouaille              | 1 - 3           | US Saint-Malo              |
| Issy                             | 5 - 2           | Le Mans                    |
| Arras                            | 1 - 1 (3-4 dtr) | Rouen                      |
| Hénin-Beaumont                   | 2 - 0           | Lilla                      |
| Stade Reims                      | 0 - 1           | Nancy                      |
| Yzeure                           | 6 - 0           | CS Nivolas-Vermelle        |
| Le Puy                           | 1 - 1 (3-1 dtr) | RCF Mâcon                  |
| Caluire FF                       | 2 - 2 (4-2 dtr) | Monteux                    |
| Sud FC                           | 1 - 10          | Olympique Marsiglia        |
| Saint-Cannat SC                  | 0 - 4           | FAF Marseille              |
| Etoile d'Aubune                  | 0 - 6           | AS Véore-Montoison         |
| Talence Alliance US              | 0 - 4           | Tolosa                     |
| AS Portet Carrefour Récébédou    | 2 - 1           | FC Aurillac-Arpajon        |
| Stade brestois                   | 1 - 2           | CBOSL Football             |
| US Orléans                       | 1 - 6           | Val d'Orge                 |
| Changé CS                        | 0 - 2           | Condéen                    |
| US Boulogne CO                   | 1 - 0           | RC Saint-Denis             |
| Le Havre AC                      | 0 - 5           | FC Lillers                 |
| Saint Amand FC                   | 1 - 3           | US Rouvroy                 |
| AS Strasbourg Musau              | 0 - 7           | Digione                    |
| FC Sarrebourg                    | 0 - 8           | Metz                       |
| Vesoul FC                        | 0 - 2           | Vendenheim                 |
| Olympique Saint-Julien-Chapteuil | 5 - 4           | FC Nivolet                 |
| SC Moulins les Metz              | 0 - 5           | CS Mars Bischheim          |
| Grenoble Foot 38                 | 0 - 12          | Grenoble MCFF              |
| Douai FF                         | 0 - 2           | Tremblay                   |
| FC Nantes                        | 2 - 5           | Lorient                    |
| AS Frontignan AC                 | 1 - 3           | AS Saint-Christol-les-Alès |
| AS Sainte-Christie/Preignan      | 1 - 0           | AS Muretaine               |
| Bergerac PFC                     | 1 - 1 (4-1 dtr) | ESTC Poitiers              |
| CPBB Rennes                      | 7 - 0           | FC Plérin                  |
| Caen AG                          | 0 - 1           | Tours                      |
| Bourges 18                       | 4 - 0           | AS Gorron                  |
| ES Arques                        | 0 - 0 (6-5 dtr) | AS Beauvais                |
| Calais RUFC                      | 2 - 0           | Montigny                   |
| FC Rueil Malmaison               | 0 - 3           | ES Seizième                |
| ES Troyes AC                     | 6 - 1           | FC Pfastatt                |
| US Saint-Vit                     | 0 - 0 (1-4 dtr) | AS Châtenoy-le-Royal       |
| Joué-lès-ToursT                  | 0 - 6           | Limoges LF                 |
| ASPTT Rennes                     | 1 - 7           | Orvault                    |
| Evry FC                          | 0 - 1           | SC Thiberville             |
| FC Domont                        | 2 - 2 (4-1 dtr) | Val d'Europe FC            |
| ES Custines-Malleloy             | 0 - 0 (1-2 dtr) | CS Wolxheim                |
| Sausheim FC                      | 0 - 1           | Metz ESAP                  |
| Saint-Etienne FC                 | 0 - 2           | Clermont Foot              |
| Avignon Club                     | 2 - 1           | Saint-Cyprien Latour FC    |
| FC Saint-Georges de Montaigu     | 1 - 4           | US Sainte-Luce-sur-Loire   |
| OM Cambrai                       | 0 - 0 (2-3 dtr) | Amiens SC                  |
| FC Voiron Moirans                | 0 - 2           | CF Estrablin               |
| FC Chazay                        | 1 - 3           | AS Saint-Martin en Haut    |
| Parisis FC                       | 0 - 2           | AS Poissy                  |

### Secondo turno
Al secondo turno federale si aggiungono alle squadre rimanenti dal turno precedente 12 club del campionato Division 1.
Le gare si svolgono il 10 gennaio 2016.
| Squadra 1                        | Risultato       | Squadra 2               |
| -------------------------------- | --------------- | ----------------------- |
| Paris Saint-Germain              | 3 - 0           | ASPTT Albi              |
| Montpellier                      | 12 - 0          | AS Véore-Montoison      |
| Nîmes                            | 1 - 1 (4-3 dtr) | Olympique Marsiglia     |
| Bordeaux                         | 1 - 1 (5-4 dtr) | Soyaux                  |
| Guingamp                         | 2 - 1           | US Saint-Malo           |
| FC Lillers                       | 1 - 6           | La Roche-sur-Yon        |
| VGA Saint-Maur                   | 3 - 0           | Nancy                   |
| CF Estrablin                     | 1 - 9           | Rodez                   |
| ES Arques                        | 0 - 11          | FCF Juvisy              |
| ES Seizième                      | 0 - 1           | Saint-Étienne           |
| Metz ESAP                        | 0 - 11          | Olympique Lione         |
| US Rouvroy                       | 0 - 2           | Condéen                 |
| Vendenheim                       | 2 - 1           | CS Mars Bischheim       |
| Clermont Foot                    | 0 - 3           | Grenoble MCFF           |
| Olympique Saint-Julien-Chapteuil | 1 - 0           | FAF Marseille           |
| Bourges 18                       | 1 - 5           | Yzeure                  |
| AS Sainte-Christie/Preignan      | 0 - 1           | Issy                    |
| AS Portet Carrefour Récébédou    | 0 - 2           | Lorient                 |
| US Sainte-Luce-sur-Loire         | 0 - 5           | Val d'Orge              |
| Orvault                          | 1 - 1 (5-4 dtr) | CBOSL Football          |
| Tours                            | 0 - 4           | Tolosa                  |
| Calais RUFC                      | 0 - 7           | Rouen                   |
| US Boulogne CO                   | 0 - 4           | Hénin-Beaumont          |
| CS Wolxheim                      | 0 - 6           | Metz                    |
| ES Troyes AC                     | 0 - 2           | Digione                 |
| AS Châtenoy-le-Royal             | 1 - 1 (6-5 dtr) | Tremblay                |
| Avignon Club                     | 0 - 5           | Le Puy                  |
| AS Saint-Christol-les-Alès       | 1 - 0           | AS Saint-Martin en Haut |
| Bergerac PFC                     | 1 - 1 (4-2 dtr) | Limoges LF              |
| SC Thiberville                   | 3 - 0           | Amiens SC               |
| AS Poissy                        | 0 - 4           | CPBB Rennes             |
| FC Domont                        | 0 - 1           | Caluire FF              |

## Sedicesimi di finale
Le gare si sono svolte il 31 gennaio 2016.
| Squadra 1                        | Risultato       | Squadra 2        |
| -------------------------------- | --------------- | ---------------- |
| Paris Saint-Germain              | 6 - 0           | Lorient          |
| Montpellier                      | 5 - 1           | Tolosa           |
| Bordeaux                         | 2 - 1           | La Roche-sur-Yon |
| Issy                             | 0 - 1           | Guingamp         |
| Condéen                          | 0 - 4           | VGA Saint-Maur   |
| Le Puy                           | 0 - 7           | Rodez            |
| FCF Juvisy                       | 5 - 0           | Hénin-Beaumont   |
| Vendenheim                       | 1 - 0           | Saint-Étienne    |
| AS Saint-Christol-les-Alès       | 0 - 3           | Nîmes            |
| AS Châtenoy-le-Royal             | 0 - 11          | Olympique Lione  |
| Metz                             | 2 - 2 (4-3 dtr) | Yzeure           |
| Olympique Saint-Julien-Chapteuil | 0 - 4           | Grenoble MCFF    |
| SC Thiberville                   | 1 - 4           | Val d'Orge       |
| CPBB Rennes                      | 3 - 2           | Rouen            |
| Caluire FF                       | 0 - 4           | Digione          |
| Orvault                          | 2 - 2 (4-3 dtr) | Bergerac PFC     |

## Ottavi di finale
Le gare si sono svolte il 14 febbraio 2016. 
| Squadra 1           | Risultato       | Squadra 2       |
| ------------------- | --------------- | --------------- |
| Nîmes               | 0 - 2           | Rodez           |
| Paris Saint-Germain | 2 - 0           | FCF Juvisy      |
| Vendenheim          | 0 - 3           | Montpellier     |
| VGA Saint-Maur      | 1 - 1 (4-3 dtr) | Bordeaux        |
| CPBB Rennes         | 0 - 4           | Guingamp        |
| Orvault             | 0 - 12          | Olympique Lione |
| Val d'Orge          | 1 - 2           | Metz            |
| Digione             | 4 - 3           | Grenoble MCFF   |

## Quarti di finale
Le gare si sono svolte il 26 febbraio 2016.
| Squadra 1           | Risultato       | Squadra 2      |
| ------------------- | --------------- | -------------- |
| Montpellier         | 3 - 1           | VGA Saint-Maur |
| Rodez               | 2 - 2 (4-1 dtr) | Guingamp       |
| Paris Saint-Germain | 3 - 0           | Metz           |
| Olympique Lione     | 6 - 0           | Digione        |

## Semifinali
Il sorteggio è stato effettuato nello stesso momento dei Quarti di finale e le gare si sono svolte il 17 aprile 2016.
| Squadra 1       | Risultato       | Squadra 2           |
| --------------- | --------------- | ------------------- |
| Montpellier     | 2 - 2 (4-3 dtr) | Paris Saint-Germain |
| Olympique Lione | 9 - 0           | Rodez               |

## Finale
| Arbitro: | Jennifer Maubacq |

|             |           |                    |
| Andressa 2’ | Marcatori | 3’ Mbock 86’ Nécib |